# FACOM VP
FACOM VPは、富士通が設計、製造、販売していたベクトル型スーパーコンピュータシリーズの名称。1982年7月に発表されたFACOM VPは、最初の3台の日本の商用スーパーコンピューターのうちの最初の製品であり、1982年8月の日立製作所のHITAC S-810、1983年4月のNEC SX-2が続いて販売された。

## スーパーコンピューター市場の状況
FACOM VPは、1990年にVP2000ファミリーに置き換えられるまで販売されていた。国際貿易産業省からの資金で開発されたFACOM VPは、クレイリサーチのような米国の小さな企業群からスーパーコンピュータ市場をもぎ取るための施策の一環だった。 FACOM VPは、富士通によって日本で販売され、日本市場に多くの装置が導入された。 アムダールは、このシステムを米国で販売し、 シーメンスはヨーロッパで販売した。この時期の冷戦の終結により、スーパーコンピュータの市場はほぼ一夜にして枯渇したため、日本企業は大量生産能力を他の場所でより有効に活用することを決定した。

## 開発
富士通は、FACOM 230-75 として知られるのベクトルコプロセッサのプロトタイプを構築した。これは1977年に日本の原子力委員会と国立航空宇宙研究所の自社のメインフレームマシンに取り付けられた。プロセッサは、ほとんどの点で有名なCray-1と似ていたが、ベクトルチェーン機能がなかったため、多少遅くなった。それにもかかわらず、マシンはかなり安価であり、1970年代後半にスーパーコンピュータは国家の誇りの源と見なされていたため、スカラープロセッサーと組み合わせてオールインワンデザインを作成することでデザインの商品化に取り組み始めた。
その結果が1982年7月に発表されたVP-100 とVP-200であった。これらの2つのモデルは、主にクロックレートが異なる。VP-100とVP-200の最大性能はそれぞれ250MFLOPS、500MFLOPSと発表された。また、FORTRAN77/VP、会話型ベクタライザ、科学計算用数値演算サブルーチンライブラリ等が提供された。
ローエンドモデルは、VP-30およびVP-50としてスピンオフされた。 1986年に2パイプラインバージョンがVP-400としてリリースされた。翌年、シリーズ全体が更新され、クロックサイクルごとに2つの結果をリタイアできる乗算および加算ユニットをサポートする新しいベクトルユニットが追加された。その結果、「Eシリーズ」  のVP-30EからVP-400Eまでが誕生した。

## デザインの問題
この設計の問題の1つは、ロードストアユニットが1つしかないためにメモリ帯域幅が制限されることであった。トップエンドのVP-400Eでさえ、ピーク時に4.57 GB/sでしか駆動できなかった。これは64ビットオペランドについて最大パフォーマンスを0.5GFLOPSに制限したためである。米国の設計は1980年代初頭にこの問題に焦点を合わせ、現代のCray-2はプロセッサーあたり約2GB/秒を駆動し、最大4プロセッサを搭載することができる。